# 中華民國棒球規則
《中華民國棒球規則》是中華民國棒球協會技術委員會訂定的棒球規則，為中華民國境內公定的唯一棒球運動準則。為了緊隨國際潮流，促使棒球發展日新月異，使國內愛好棒球的球隊及人士能對最新的規則有所了解與遵循、並充分掌握國際競賽的動態，中華民國棒球協會技術委員會參照世界棒壘球總會、美國職棒大聯盟與日本「公認野球規則」之規定，訂定本規則。